# پنتامتیل‌سیکلوپنتادین
پنتامتیل‌سیکلوپنتادین (به انگلیسی: Pentamethylcyclopentadiene) با فرمول شیمیایی C۱۰H۱۶ یک ترکیب شیمیایی است. که جرم مولی آن ۳۳۸٫۴۳۸ g/mol می‌باشد. 